# New York-Penn League
New York-Penn League (NYPL) var en professionell basebolliga. Under senare delen av sin existens var den en farmarliga till Major League Baseball (MLB), på den femte högsta nivån (Short-Season A) inom Minor League Baseball (MiLB).
Ligan spelade från och med 1967 en kortare säsong än ligorna högre upp i systemet.
Ligan bestod främst av klubbar i delstaten New York och Pennsylvania, men hade även klubbar i närliggande delstater i nordöstra USA och i Kanada.
Den mest framgångsrika klubben genom tiderna var Oneonta Tigers med tolv ligatitlar.
New York-Penn League lades ned 2021 när MLB genomförde en stor omorganisation av farmarligorna. Eftersom 2020 års MiLB-säsong ställdes in på grund av covid-19-pandemin blev 2019 års säsong ligans sista.

## Historia

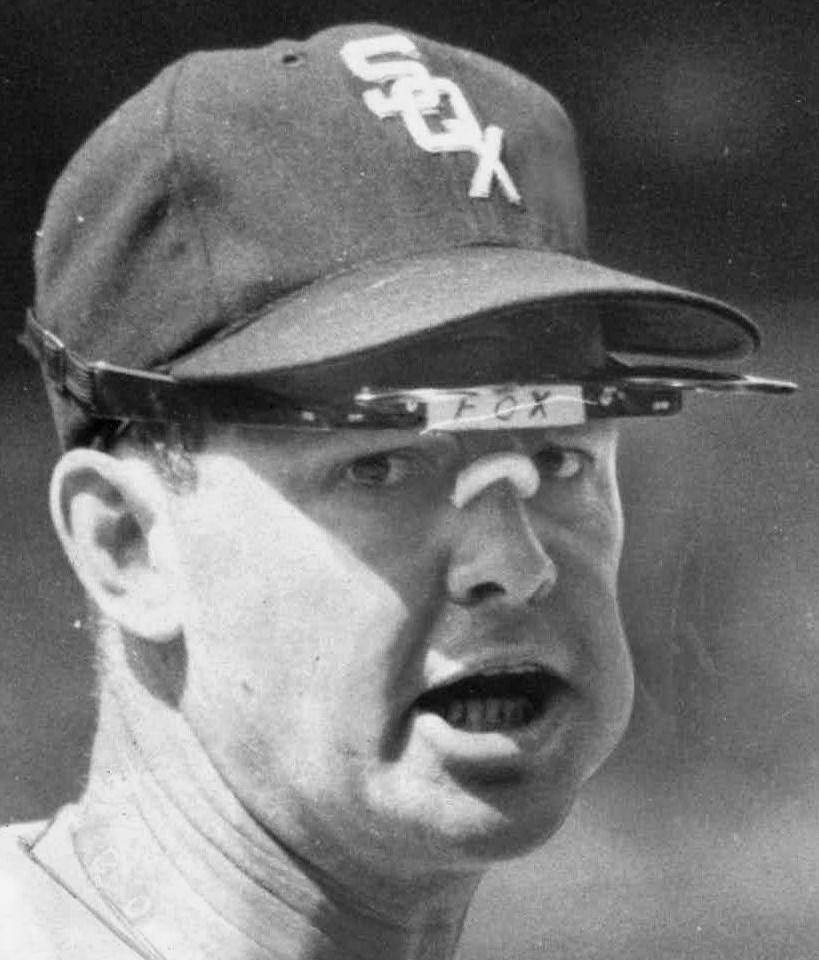
Nellie Fox spelade i PONY League som 16-åring 1944.

Ligan grundades den 8 mars 1939, och samma år spelades den första säsongen. Då hette ligan Pennsylvania-Ontario-New York League, ofta kallad PONY League, och bestod av sex klubbar, vilka var från Bradford i Pennsylvania, Hamilton i Ontario samt Batavia, Jamestown, Niagara Falls och Olean i delstaten New York. Ligans grundande sammanföll med en uppgång i popularitet för professionell baseboll före andra världskrigets utbrott och under debutsäsongen kom totalt 267 212 åskådare till ligans matcher. Ligan klassades från början på nivå D.
PONY League var en av få ligor som inte gjorde uppehåll under andra världskriget och många unga spelare skickades till ligan vid den tiden för att påbörja sina proffskarriärer, bland dem den framtida National Baseball Hall of Fame-medlemmen Nellie Fox. Ligan var förhållandevis stabil med få nedlagda klubbar. Under senare delen av 1950-talet blev det dock kärvare och under 1956 års säsong lades två klubbar ned, bland annat ligans enda klubb i Ontario. Som en följd av detta ändrade ligan 1957 namn till New York-Pennsylvania League, ofta kallad New York-Penn League, vilket var det namn som ligan sedan hade under resten av sin existens. Fortfarande var ligan en D-liga.
1963 omorganiserades MiLB och ligan uppgraderades till nivå A, den tredje högsta nivån. Fyra år senare genomgick ligan en stor förändring när man övergick till den lägre klassificeringen Short-Season A och i och med det började spela en betydligt kortare säsong än tidigare – 79 matcher i stället för 130. Tanken med detta var att göra det möjligt för nydraftade spelare att börja spela i ligan direkt efter MLB:s draft i juni.
Under 1970-talet utökades ligan för första gången till tio klubbar och på 1980-talet först till tolv och sedan till 14 klubbar. Det var också på 1980-talet som ligan etablerade klubbar i Kanada för första gången sedan 1956. När den nya tredje högsta nivån inom MiLB, A-Advanced, infördes 1990 blev Short-Season A degraderad till den femte högsta nivån. 1995 passerade ligan för första gången en miljon åskådare totalt och därefter steg publiksiffrorna ytterligare för att nå toppen 2002 med totalt 1 890 053 åskådare. En av förklaringarna var att ligan etablerade klubbar i större samhällen än tidigare, såsom Staten Island, Brooklyn och Troy, samt att många arenor renoverades. 2005 arrangerade ligan för första gången en all star-match.
Hela 2020 års säsong av MiLB, inklusive New York-Penn League, ställdes in på grund av covid-19-pandemin. I februari 2021 genomförde MLB en stor omorganisation av MiLB. För New York-Penn Leagues del innebar omorganisationen att ligan lades ned. Tre av de 14 klubbar som spelade i ligan under dess sista säsong 2019 flyttades upp två nivåer till South Atlantic League (med det tillfälliga namnet High-A East) och elva klubbar fick inte plats i någon liga inom MiLB. Av de sistnämnda klubbarna gick en över till Frontier League (independent league), fyra gick över till amatörligan MLB Draft League, två gick över till amatörligan Perfect Game Collegiate Baseball League, två gick över till amatörligan Futures Collegiate Baseball League och två lades ned.
Under New York-Penn Leagues existens spelade drygt 2 700 framtida MLB-spelare i ligan. Några kända namn från slutet av ligans existens var Evan Longoria, Josh Hamilton och Andrew McCutchen.

## Hall of fame

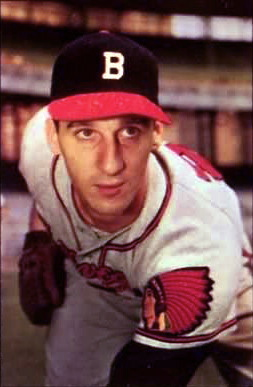
Warren Spahn valdes in i New York-Penn Leagues hall of fame 2012.

New York-Penn League hade en egen hall of fame, vars första medlemmar valdes in 2012.
Till och med 2019 valdes totalt 31 personer in i ligans hall of fame. Av dessa hade vid tidpunkten för ligans upplösning åtta även valts in i National Baseball Hall of Fame:
- Wade Boggs
- Nellie Fox
- Randy Johnson
- Phil Niekro
- Tony Pérez
- Jim Rice
- Warren Spahn
- Robin Yount